# 阿爾法 (明尼蘇達州)
阿爾法（英語：Alpha）是一個位於美國明尼蘇達州傑克遜縣的城市。

## 人口
根據2020年美國人口普查的數據，阿爾法的面積為0.55平方千米，皆為陸地。當地共有人口97人，而人口密度為每平方千米176人。